# Vikingatida offerhandlingar
Samlingsartikel: Vikingatiden

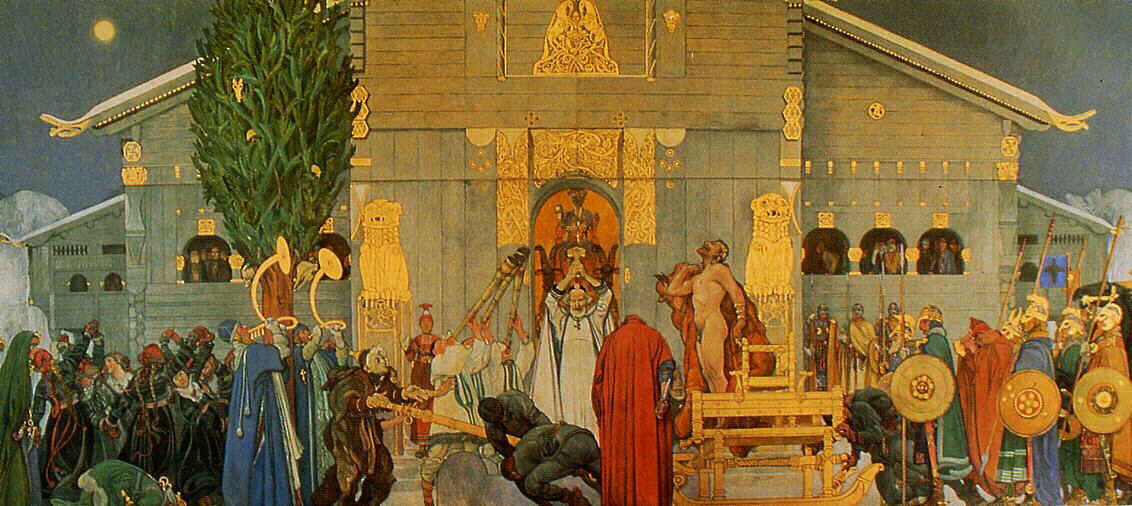
Målningen Midvinterblot som är konstnären Carl Larssons tolkning av den vikingatida offerfesten vid Uppsala tempel.

Offerhandlingar, blot, var ett viktigt inslag i den vikingatida hedniska ritualen.
Offerritualerna verkar ha skett på två sätt; antingen frambar man offret till gudarna eller så tog man del av offergåvan genom att förtära den offrade maten och drycken. Det finns flera berättelser från norra Europa om stora offerfester med mat och dryck. Biskopen Gregorius av Tours, död 594, beskrev ett sådant offer i det då förkristna Köln där deltagarna frossade i både mat och dryck. Missionären Columbanus, död 615, var en gång i nuvarande Tyskland ögonvittne till en offerhandling. I mitten fanns ett enormt kar av öl och festen hölls till guden Wodins ära.
En arab som besökte Hedeby på 900-talet beskrev en fest där stadens hedniska invånare kom samman för att hylla sina gudar och för att äta och dricka: "Den som slaktar ett offerdjur, hänger detta på en träställning utanför dörren till sitt hus, oavsett om det är en oxe, vädur, en getabock eller ett svin. På det sättet visste alla att han gjort det som ett offer till ära för sin gud".

## Offer enligt Ibn Fadhlan
Året 922 beskrev den arabiske krönikören, resenären och författaren Ibn Fadhlan en nordisk offerceremoni vid floden Volga. Nordbon tog med sig bröd, kött, lök, mjölk och rusdryck till en upprest, hög trästolpe med ett inskuret människoliknande ansikte. Runt stolpen stod små träfigurer och utanför dessa höga trästolpar. Nordbon kastade sig ner på jorden framför den stora figuren och bad om god handel. De små figurerna kallade han "vår herres hustrur, döttrar och söner" vilka han bad att de skulle frambära hans böner. Blev bönen hörd lät nordbon slakta ett antal djur. En del av köttet skänktes bort, det andra kastades mellan den höga trästolpen och de lägre stolparna medan däremot huvudena hängdes upp.

## Offer enligt Adam av Bremen
Människor har också offrats vid vissa blot. Adam av Bremen nedtecknade ca 1070 vad troligtvis bland annat ögonvittnet kungen Sven Estridsson själv berättat för honom om bloten vid Gamla Uppsala:
| ” | Vart nionde år brukar man i Uppsala fira en gemensam fest med deltagande av folk från alla sveonernas landskap. Ingen har lov att utebli från denna fest. Kungar och folkstammar, alla och envar sänder sina gåvor till Uppsala, och de som redan har antagit kristendomen måste köpa sig fria från deltagande i dessa ceremonier, något som är grymmare än varje annat straff. Offerriten tillgår på följande sätt: av varje levande varelse av manligt kön offras nio stycken, med vilkas blod man brukar blidka gudarna. Kropparna hängs upp i en lund nära templet. Denna lund hålls så helig av hedningarna, att varje träd anses ha en gudomlig kraft som följd av de offrade kropparnas död och förruttnelse. Där hänger också hundar och hästar jämte människor, och en av de kristna har berättat för mig att han har sett sjuttiotvå kroppar hänga där om varandra. | „ |

I ett samtida tillägg till Adams handskrift, ett s.k. skolie, finns infogat: "I nio dagar firades festmåltider och dylika offerhögtider. Varje dag offrar de en människa jämte djur dessutom, så att det på nio dagar blir sjuttiotvå levande varelser som offras. Detta offer äger rum vid vintersolståndet."
I ett annat skolie berättas: "Nära detta tempel står ett mäktigt träd, som sträcker ut sina grenar vitt och brett och som alltid är grönt, både vinter och sommar. Ingen vet vilken art det är. Där finns också en källa, vid vilken hedningarna brukar offra och i vilken man brukar kasta ned en levande människa. Om denna inte återfinns, går folkets önskan i uppfyllelse."

## Offer enligt Snorre Sturlasson
I Snorre Sturlassons Heimskringla berättas om ett blot som skedde i norska Tröndelagen:
| ” | Sigurd höll på kungens vägnar alla blotmöten i Tröndelagen. Enligt forntida sed skulle alla bönder, när blot stundade, komma till hovet med de förråd, som de skulle använda under mötet. Där skulle alla ha öl; även slaktades allehanda småboskap och hästar. Allt blodet som man därigenom fick kallades löt och förvarades i de s.k. lötbollarna. Med löt-tenarna, vilka var gjorda som stänkkvastar, skulle man rödfärga alla stallarna (altare), likaså hovets både yttre och inre väggar samt stänka på folket; köttet kokades till de församlades undfägnad. Mitt på hovets golv fanns eldar, över vilka hängde kittlar, och dryckeshornen skulle bäras omkring elden. Den som gjorde blotet och var hövding, skulle själv signa blotbägaren och all blotmaten. Först drack man Odins skål till seger och till sin kungs till välde, sedan Njords och Frös till årsväxt och frid. Därnäst drack många Brages skål. Även brukade man dricka sina fränders skål, de som utmärkt sig, de s.k. minnena. | „ |

## Andra källor
Två andra handskrifter från vikingatiden berättar om människooffer i Norden. Biskopen Thietmar av Merseburg (975-1018) beskrev de stora kultfester som ägde rum i Lejre på Själland. Thietmar berättar att vart nionde år i januari månad samlades här mängder med besökare för blothandlingar. Då offrades inte mindre än 99 människor till gudarna, tillsammans med lika många hästar, hundar och tuppar.
I ett tillägg till Gutalagen, Gotlands urgamla lag, finns ett avsnitt som beskriver missionstiden på ön, Gutasagan. Före kristendomens införande på Gotland "och länge därefter trodde man på hult och hugar, vi och stavgårdar och på heden gud. De offrade då sina söner och döttrar och sin boskap, och bedrev blot med mat och dryck. Detta gjorde de enligt sin vantro. Hela landet hade det högsta blot med människor, eljest hade var treding sitt blot och smärre ting hade mindre blot med boskap, mat och dryck. De kallades matbröder, ty de tillredde måltiderna tillsammans."
I själva Gutalagen heter det: "Det är nu så, att blot är menigheten alldeles förbjudet och alla gamla sedvänjor, som följa hedendomen. Ingen må åkalla varken lundar eller högar eller hedniska gudar, varken offerställen eller inhägnade platser."